# Mangiennes
Mangiennes – miejscowość i gmina we Francji, w regionie Grand Est, w departamencie Moza.
Według danych na rok 1990 gminę zamieszkiwało 348 osób, a gęstość zaludnienia wynosiła 19 osób/km² (wśród 2335 gmin Lotaryngii Mangiennes plasuje się na 708. miejscu pod względem liczby ludności, natomiast pod względem powierzchni na miejscu 224.).